# Ota Karen
Ota Karen (20. května 1931 v Krásně nad Bečvou – 20. března 2007 v Praze) byl ekonom, právník, představitel mezinárodního družstevního hnutí, předseda Ústřední rady družstev, později Družstevní asociace ČR.

## Život
Po deportaci svého otce do koncentračního tábora (kde později zahynul) byl nucen se s matkou skrývat v horách u partyzánů, do jejichž odboje se již v mladém věku aktivně zapojil. Po skončení války vystudoval Vysokou školu ekonomickou v Praze a absolvoval vědeckou aspiranturu a kandidaturu v oboru hospodářského práva na Právnické fakultě Karlovy university. V šedesátých letech minulého století se stal členem reformního ekonomického týmu tehdejšího místopředsedy vlády prof. Oty Šika a pro svůj aktivní podíl na pražském jaru 1968 byl v roce 1969 vyloučen z KSČ a vyhozen ze zaměstnání. Podařilo se mu najít místo až ve Stavebním bytovém družstvu občanů Prahy 7, kde mu bylo umožněno uplatnit své schopnosti. Stal se později ředitelem a postupně z družstva vytvořil největší bytové družstvo v Československu – SBD Pokrok. Pod jeho vedením družstvo postavilo a dodnes spravuje tisíce bytů, zavádělo progresivní technologie ve stavebnictví, bylo průkopníkem ve využití výpočetní techniky i v mnoha dalších oborech. V družstvu umožnil Ota Karen azyl i dalším protagonistům pražského jara jako byl například signatář Charty 77, pozdější, ministr, místopředseda vlády a předseda Ústavního soudu Pavel Rychetský, který zde pracoval jako podnikový právník nebo Rudolf Slánský mladší, disident a pozdější velvyslanec v Rusku.
V roce 1990 byl zvolen předsedou Ústřední rady družstev (později Družstevní Asociace ČR). Pod jeho vedením byla uskutečněna transformace českého družstevnictví na moderní nezávislé demokratické hnutí a uskutečnila se celá řada významných ekonomických projektů. Patří mezi ně například založení družstevní pojišťovny Kooperativa (byl dlouholetým předsedou jejího představenstva), družstevní banky Coop banka, přijetí zákona o družstevních záložnách (Kampeličky) a o stavebním spoření. Jako uznávaný představitel reformovaného družstevnictví byl zvolen do exekutivy Mezinárodního družstevního svazu (největší nevládní organizace na světě) a stal se místopředsedou jeho evropského regionu.
Byl rovněž členem rozhodčího soudu Hospodářské a agrární komory ČR a členem „tripartity“, orgánu zástupců vlády, zaměstnavatelů a odborů.